# خانم پلس
خانم پِلِس (انگلیسی: Mrs. Ples) عنوان رواج‌یافته برای اشاره به کامل‌ترین جمجمه یک جنوبی‌کپی آفریقایی است که تاکنون در جنوب آفریقا یافته شده‌است. فسیل‌های بسیاری از این گونه در نزدیکی استرک‌فونتین، در چهل کیلومتری شمال‌غربی ژوهانسبورگ یافت شده‌است. این منطقه در استان ترانسفال قرار دارد و گهواره نوع بشر خوانده می‌شود و جزء میراث جهانی یونسکو است. خانم پلس را رابرت بروم و جان تالبوت رابینسون در ۱۸ آوریل ۱۹۴۷ یافتند. از آن‌جا که بروم هنگام خاک‌برداری از دینامیت استفاده می‌کرد، جمجمه پلس به دو نیمه شد و برخی تکه‌هایش گم شدند. بااین‌همه، خانم پلس همچنان کامل‌ترین جمجمه پیشاانسانی یافته‌شده‌است. این جمجمه در حال حاضر در موزه ملی اوگاندا نگهداری می‌شود. نام خانم پلس را همکار جوان بروم بر او نهاد.
برخی متخصصان پیشنهاد کرده‌اند که بخش‌هایی از اسکلتی که در همان سال و در همان منطقه یافته شده ممکن است به این جمجمه تعلق داشته باشد. اگر چنین باشد، خانم پلس می‌تواند همتای لوسی دانسته شود. این جمجمه و دیگر یافته‌های منطقه تائونگ تأییدی بر این نظریه چارلز داروین هستند که منشأ بشر از آفریقاست.
عمر این فسیل با استفاده از دیرینه‌مغناطیس‌شناسی، ۲٬۰۵ میلیون سال تخمین زده شده‌است.